# Hawaii Five-0
Hawaii Five-0 är en amerikansk TV-serie från 2010 med Alex O'Loughlin, Scott Caan, Daniel Dae Kim och Grace Park på CBS. Serien är en nyare upplaga av serien Hawaii Five-O som sändes mellan 1968 och 1980. Serien sändes i tio säsonger fram till 2020.

## Handling
Steve McGarrett är en tuff och cool kriminalpolis vars högra hand heter Danny "Danno" Williams. TV-serien följer Five-0-teamet när de bekämpar brottslighet.

## Rollerna i serien

### Steve McGarrett
Steve McGarrett är en före detta Navy Seal. Han är tuff och orädd och är ledare för Specialstyrkan Hawaii Five-0. McGarretts far mördades i första avsnittet. Men under det sista telefonsamtalet kallade hans far honom för "Champ", något som han aldrig gjort förut. Steve hittar senare en verktygslåda med ordet "Champ" på. I denna låda finns massor av bevis och material som Steves far har samlat på sig under sin tid hos polisen. Steve blir fundersam och bestämmer sig för att ta reda på vad hans far undersökte. Men frågan är, vill han verkligen få reda på sanningen.

### Daniel "Danny" Williams
Daniel "Danny" Williams är Steve McGarrets högra hand. Han är även den första förutom Steve att gå med i Five-0. Danny kommer från början från New Jersey men flyttade till Hawaii då hans ex fru flyttar till Hawaii med dottern Gracie. Han är i början väldigt negativ mot Hawaii och mot Steve.

### Chin Ho Kelly
Chin Ho Kelly är en före detta polis som jobbade med Steve McGarrets far. Han gick med i Five-0 efter att Steve övertalat honom. Chin Ho älskar motorcyklar. Han hade tidigare en relation med Malia, men dock gjorde de senare slut. Men i andra säsongen återförenas Chin och Malia och de gifter sig. Hans kusin heter Kono Kalakaua.

### Kono Kalakaua
Kono Kalakaua hade precis gått färdigt polisutbildningen då hon gick med i Five-0. Det var från början hennes kusin Chin Ho Kelly som lyckades övertala Steve och Danny att hon skulle passa bra i laget.

## Om serien
Serien utspelar sig på Hawaii där den även är inspelad.

## I rollerna
- Alex O'Loughlin - Steve McGarret
- Scott Caan - Danny "Danno" Williams
- Daniel Dae Kim - Chin Ho Kelly
- Grace Park - Kana "Kono" Kalakaua
- Masi Oka - Dr. Max Bergman
- Taylor Wily - Kamekona
- Lauren German - Lori Weston
- Michelle Borth - Catherine Rollins, Steves flickvän
- Terry O'Quinn - Joe White
- Mark Dacascos - Wo Fat
- Larisa Oleynik - Jenna Kaye
- Ian Anthony Dale - Adam Noshimuri
- Claire van der Boom - Rachel Edwards, Dannys exfru
- Teilor Grubbs - Grace Williams, Dannys dotter
- Mark Deklin - Stan Edwards, Rachels nya man
- Jean Smart - Guvernör Pat Jameson
- Kelly Hu - Laura Hills
- Taryn Manning - Mary Ann McGarret
- Will Yun Lee - Sang Min
- James Marsters - Victor Hesse
- Richard T.Jones - Sam Denning, guvernör efter Pat
- Brian Yang - Charlie Fong
- Reiko Aylesworth - Malia Waincroft
- Tom Sizemore - Vince Fryer
- William Sadler - "John McGarret"

## Avsnitt
| Säsong | Säsong   | Avsnitt | Sändningsperiod   | Sändningsperiod   | DVD/Blu-ray       | DVD/Blu-ray              | DVD/Blu-ray       | DVD/Blu-ray          |
| Säsong | Säsong   | Avsnitt | Säsongsstart      | Säsongsavslutning | Region 1, USA     | Region 2, Storbritannien | Region 2, Sverige | Region 4, Australien |
| ------ | -------- | ------- | ----------------- | ----------------- | ----------------- | ------------------------ | ----------------- | -------------------- |
|        | Säsong 1 | 24      | 20 september 2010 | 16 maj 2011       | 20 september 2011 | 26 september 2011        | 2 november 2011   | 1 december 2011      |
|        | Säsong 2 | 23      | 19 september 2011 | 14 maj 2012       | 18 september 2012 | 24 september 2012        | 17 juli 2013      | 5 september 2012     |
|        | Säsong 3 | 24      | 24 september 2012 | 20 maj 2013       | 24 september 2013 | 30 september 2013        | 1 november 2013   | 25 september 2013    |
|        | Säsong 4 | 22      | 27 september 2013 | 9 maj 2014        | 16 september 2014 | 15 september 2014        | 6 april 2015      |                      |
|        | Säsong 5 | 25      | 26 september 2014 | 8 maj 2015        | 1 september 2015  | 14 september 2015        |                   |                      |
|        | Säsong 6 | 25      | 25 september 2015 | 13 maj 2016       |                   |                          |                   |                      |